# Paint.NET
A Paint.NET egy szabad licencű grafikai szoftver Microsoft Windowsra. Alkalmas mind fotóretusálásra, mind rasztergrafika készítésére (a vektorgrafikus felhasználást nem támogatja). A program a Microsoft .NET keretrendszerén alapul. A Paint.NET MIT licenc alatt kerül kiadásra.
A Paint.NET C# és C++ nyelveken íródott. Az alapértelmezett projektfájl-formátuma a .PDN, amely a program által az adott képben használt rétegek és egyéb információk tömörített reprezentációja.

## Történet
A program eredetileg a Washington State University egyik diákprojektje keretében készült azzal a céllal, hogy egy funkció-gazdagabb alternatíváját kínálja a Windows rendszerekben alapértelmezettként megtalálható rajzprogramnak, a Paintnek.

### Verziók
További információ a hivatalos oldalon található.
| Verzió | Megjelenés dátuma   | Fontosabb változások, információk |
| ------ | ------------------- | --- |
| 1.0    | 2004. május 6.      | Az első verzió, amely tizenöt hét alatt készült el, és 36 000 sornyi kódból állt. |
| 1.1    | 2004. október 1.    | Lehetővé vált a program effektjeinek bővítése beépülő bővítmények segítségével. A korábbi LBMP fájlformátumot felváltotta a PDN formátum. |
| 2.0    | 2004. december 17.  | Több új effekt, korrekció és eszköz. |
| 2.5    | 2005. november 26.  | Nyelvi fájlok és fájltípusbővítmények támogatása, egyszerűbb frissítés |
| 2.6    | 2006. február 24.   | A 2.0-s .NET keretrendszer használata, teljes 64 bites támogatás |
| 2.72   | 2006. augusztus 31. | Az utolsó verzió, amely támogatja a Windows 2000-t |
| 3.0    | 2007. január 26.    | A fülekre osztott felületnek köszönhetően több dokumentum is szerkeszthető egyszerre |
| 3.20   | 2007. december 12.  | Könnyebbé vált az effektek fejlesztése, több effekt is fejlesztésre került |
| 3.30   | 2008. április 10.   | Könnyebbé vált a fájlformátumokkal kapcsolatos bővítmények fejlesztése; lehetővé vált a PNG képek 8 és 24 bites színmélységben, a BMP képek 8 bites színmélységben történő mentése |
| 3.35   | 2008. július 7.     | A GPC könyvtár használatának köszönhetően jelentősen fejlődött a kijelölések kezelése |
| 3.5    | 2009. november 6.   | Jobb teljesítmény, kisebb memória használat, .NET keretrendszer frissítése, felhasználói felület frissítése, „Utilities” menü, hibajavítások |
| 4.0    | 2014. június 24.    | Új felhasználói felület, jobb bővíthetőség, megújult ecsetrendszer, korrekciós rétegek, a Windowsra írt változat csak Windows 7 kompatibilis operációs rendszerrel működik (a régebbi verziókat nem támogatja). Ez a verzió már tartalmazza a magyar nyelvet. .NET keretrendszer 4.5 verzió szükséges a futtatásához. |

## Rendszerkövetelmények
Az aktuális verzió futtatása a következő rendszerkövetelmények megléte mellett használható:
- Windows 7 vagy újabb (kivéve Windows RT)
- .NET keretrendszer 4.5
- 1 GHz-es, vagy nagyobb órajelű processzor (javasolt: dual-core)
- 1 GB RAM
- 1024×768-as képernyőfelbontás
- 200+ MB szabad lemezterület

## Bővítmények,modding
A Paint.NET-hez számos, az eredeti fejlesztők, ill. felhasználók által készített plugin érhető el, amelyek még tovább növelik az eredeti program lehetőségeit. A pluginek java része a fájltípustámogatás bővítésére írt, illetve grafikus szűrőként (effektként) szolgáló dll. A Tom Jackson által írt "CodeLab" plugin lehetővé teszi saját effektek és dll-ek szerkesztését (a C++ programozási nyelv ismeretében).

## Külső hivatkozások
- Paint.NET Weblap (angol)
- Paint.NET Oktatóanyagok (angol)
- Paint.net.amihotornot.com.au